# Modist

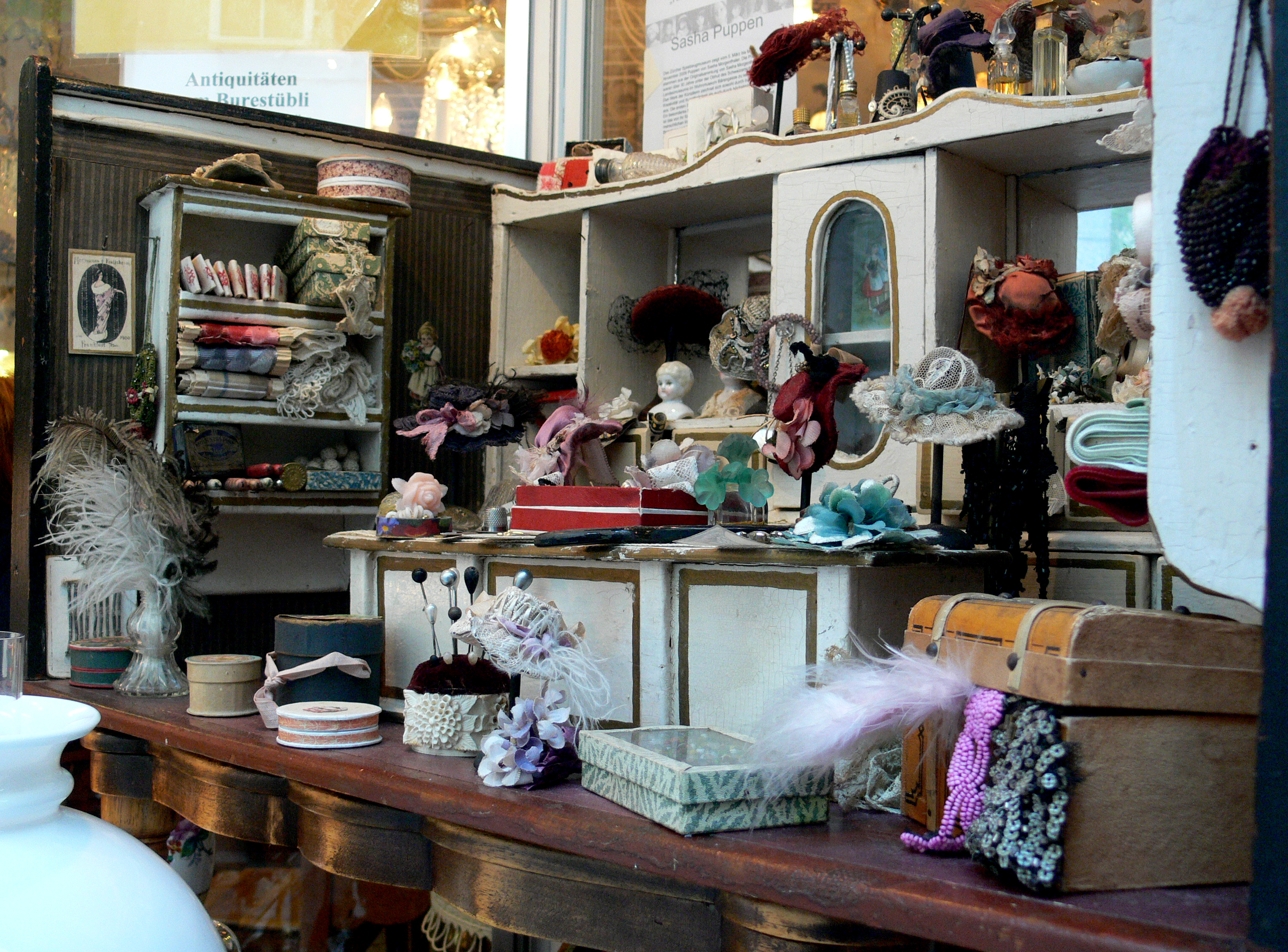
Damenhutgeschäft um 1900 als Puppenkaufladen

Modist, ehemals Putzmacher, ist in Deutschland ein staatlich anerkannter Ausbildungsberuf nach dem Berufsbildungsgesetz und der früheren Handwerksordnung. Modisten fertigen Kopfbedeckungen aller Art zur allgemeinen Bekleidung und Kostümherstellung. Bis in das 20. Jahrhundert hinein beschränkten sich Putzmacher auf weibliche Kundschaft, während Hutmacher die Kopfbedeckungen für Männer herstellten.  Der Beruf wird überwiegend von Frauen ausgeübt. So waren im Jahr 2013 alle etwa 48 Auszubildenden in Deutschland weiblich, 2011 gab es in Baden-Württemberg einen männlichen Auszubildenden.

## Ausbildung

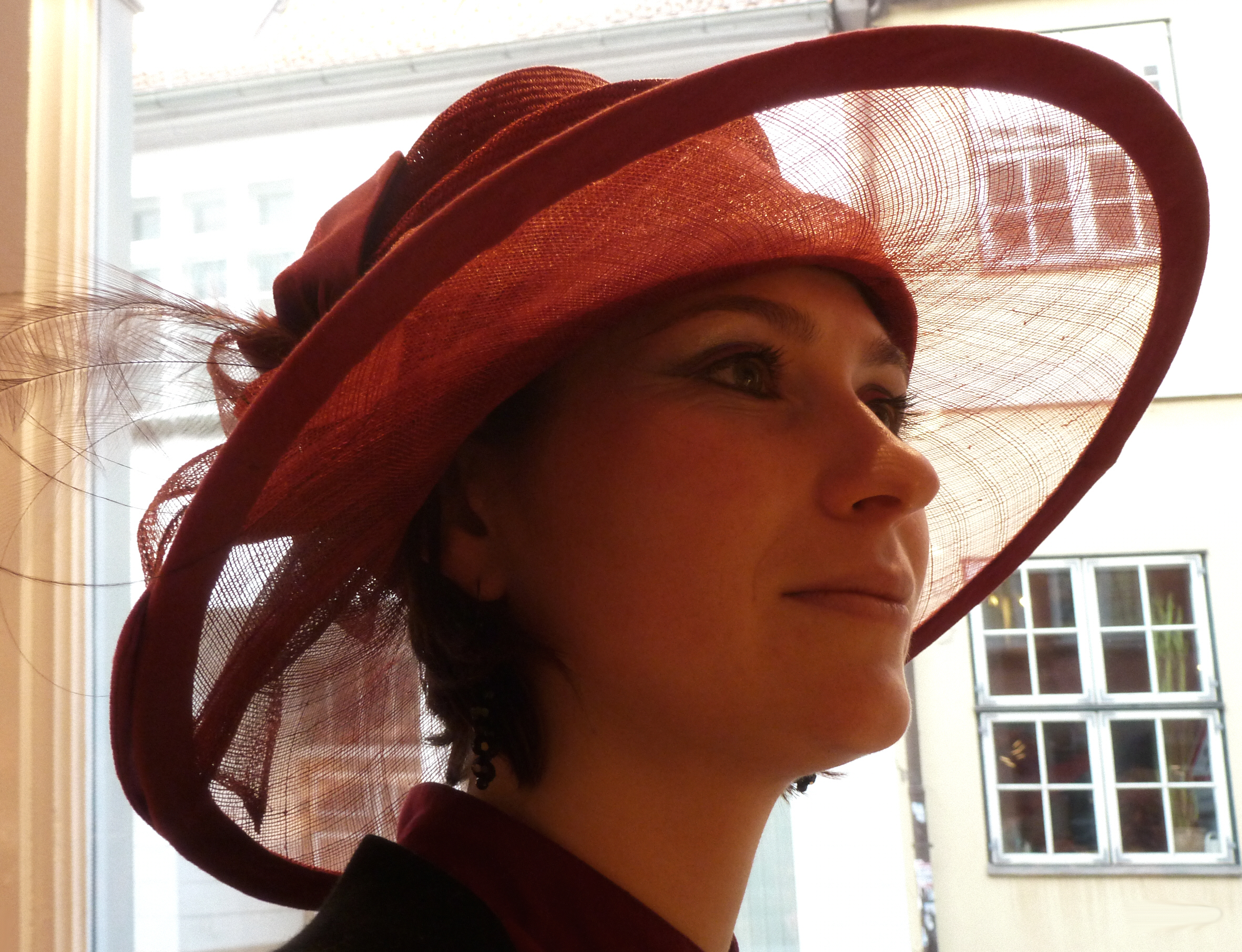
Zweiteiliger Strohhut mit breiter Krempe (Deutschland, 2012)

Der Beruf der Modistin beinhaltete früher weitere Betätigungsfelder. So befasste sie sich insbesondere in der zweiten Hälfte des 18. Jahrhunderts auch mit der modischen Ausstattung von Kleidung. Auf Grund der zeitaufwendigen und teuren Herstellung war es wirtschaftlich sinnvoll, ein vom Schneider gearbeitetes Kleid von einer Modistin während seiner Tragezeit in seinen modischen Details überarbeiten zu lassen, durchaus auch mehrfach.
Als duale Ausbildung wurde der Beruf in Deutschland 1938 erstmals staatlich geregelt. In dieser Zeit entstanden die Ausbildungsberufe der Hutgarniererin, des  Hut- und Mützenmachers (1939) sowie des Putzmachers. Diese drei Berufe wurden 1959 im gemeinsamen Ausbildungsberuf des Putzmachers vereint und 1969 als Ausbildung zum Modisten aktualisiert. Bei dieser Gelegenheit wurden auch die Ausbildungsvorschriften im Modistenhandwerk integriert. Die letzte Neuordnung erfolgte im Jahr 2004. Dabei wurden veränderte fachliche Qualifikationen im Bereich der Schnitttechnik ebenso aufgenommen wie das selbstständige Entwickeln und Erarbeiten von Modellentwürfen. In Deutschland gibt es nur wenige Berufsschulen für die Ausbildung der Modisten. Seit das Regionale Berufsbildungszentrum des Kreises Steinburg in Kellinghusen diesen Zweig nicht mehr anbietet, wird die Ausbildung seit 2013 vom Oberstufenzentrum für Bekleidung und Mode in Berlin übernommen. Hier werden Modisten aus ganz Deutschland im Blockunterricht beschult. Außerdem gibt es die Kerschensteinerschule in Stuttgart und die Deutsche Meisterschule in München.

## Produkte eines Modisten
Die Produktpalette eines Modistenateliers umfasst vor allem Kopfbedeckungen verschiedenster Materialien, beispielsweise Filz, Stoff, Pelz und Stroh. Die Formen reichen vom Hut über die Mütze und Kappe bis zum Kopfschmuck, wie dem Fascinator, und zu Spezialitäten für die verschiedensten Anlässe (Hochzeit, Trauer, Feierlichkeiten) und Gelegenheiten (Sport, Beruf, Wetterschutz usw.).

## Bekannte Modisten
Bekannte Modistinnen waren Rose Bertin, deren wichtigste Kundin die französische Königin Marie-Antoinette war, Goethes Ehefrau Christiane von Goethe (geb. Vulpius), August Bebels Ehefrau Julie Bebel (geb. Otto) und die Schauspielerin Evelyn Meyka. Marie Duplessis (eigentlich Alphonsine Plessis) diente als historisches Vorbild für die Roman- und Bühnengestalt "Die Kameliendame".  Die wohl heute noch bekannteste war Coco Chanel. Daneben  gibt es auch heute international bekannte Hutdesigner, wie beispielsweise Philip Treacy, Fiona Bennett und Rachel Trevor-Morgan.